# Иск ЮАР против Израиля о возможном геноциде в секторе Газа
В судебном разбирательстве, возбуждённом Южно-Африканской Республикой против Государства Израиль 29 декабря 2023 года (также известном как «Южная Африка против Израиля»), истец заявил, что во время войны с ХАМАС в секторе Газа Израиль совершает геноцид палестинцев. Обвинения были помещены в более широкий контекст израильской политики в палестино-израильском конфликте, включая то, что названо истцом «75-летним апартеидом», 56-летней военной оккупацией и 16-летней блокадой сектора Газа. ЮАР обратилась к Международному суду ООН с просьбой принять временные меры защиты.
Министерство иностранных дел Израиля обвинило ЮАР в том, что она является «юридической рукой ХАМАС», и заявило в дипломатических телеграммах, что решение против Израиля «может иметь значительные потенциальные последствия не только в юридическом мире, но и практические двусторонние, многосторонние, экономические последствия, последствия для безопасности».
11 января 2024 года во Дворце Мира в Гааге начались двухдневные публичные слушания. 26 января суд вынес промежуточный вердикт, потребовав от Израиля принять меры по недопущению геноцида палестинского населения сектора и способствовать улучшению гуманитарной ситуации в секторе Газа. 

## Предыстория

### Конвенция о геноциде
В 1948 году Генеральная Ассамблея ООН единогласно приняла Конвенцию о предупреждении преступления геноцида и наказании за него, которая определяла геноцид как любое из пяти «действий, совершаемых с намерением уничтожить, полностью или частично, национальную, этническую, расовую или религиозную группу». К таким действиям относятся: убийство членов защищаемой группы, причинение им серьёзных телесных или психических повреждений, создание условий жизни, направленных на уничтожение группы, предотвращение деторождения и насильственное перемещение детей из защищаемой группы. Жертвы становятся мишенью из-за их реальной или предполагаемой принадлежности к защищаемой национальной, этнической, расовой или религиозной группе.

### Нападение ХАМАС и начало войны в Газе
После вторжения ХАМАС в Израиль 7 октября 2023 года, Израиль объявил группировке войну и начал бомбардировки в секторе Газа; некоторые палестинцы выразили обеспокоенность тем, что ответ на террор может быть использован как предлог для оправдания геноцида палестинцев со стороны Израиля. После нападений ХАМАС Йоав Галант, министр обороны Израиля, заявил: «Мы боремся с людьми-животными и действуем соответственно». Ави Дихтер, министр сельского хозяйства Израиля, на канале 12 призвал к тому, чтобы война стала «Накбой Газы»; Ариэль Каллнер, другой депутат Кнессета от партии «Ликуд», аналогичным образом написал в социальных сетях, что есть «одна цель: Накба! Накба, которая затмит Накбу [1948 года]. Накба в Газе и Накба для всех, кто осмелится присоединиться». Израильский историк Холокоста Омер Бартов предупредил, что заявления высокопоставленных израильских чиновников «легко могут быть истолкованы как свидетельствующие о намерениях геноцида».

## Состав суда
Иск рассматривается коллегией из 17 судей. Среди них есть представители двух стран, не признающих Государство Израиль и не имеющих с ним дипломатических отношений — Ливана и Сомали. Также в коллегию входит по одному судье от каждой из сторон: Израиль и ЮАР назначили Аарона Барака и Дикганга Мосенеке соответственно судьями ad hoc.

## Представители сторон
Израиль представляют юристы Малкольм Шоу и Таль Бекер, а в южноафриканскую команду юристов входят Джон Дугард, Адила Хасим, Тембека Нгкукаитоби и Воган Лоу.

## Слушания

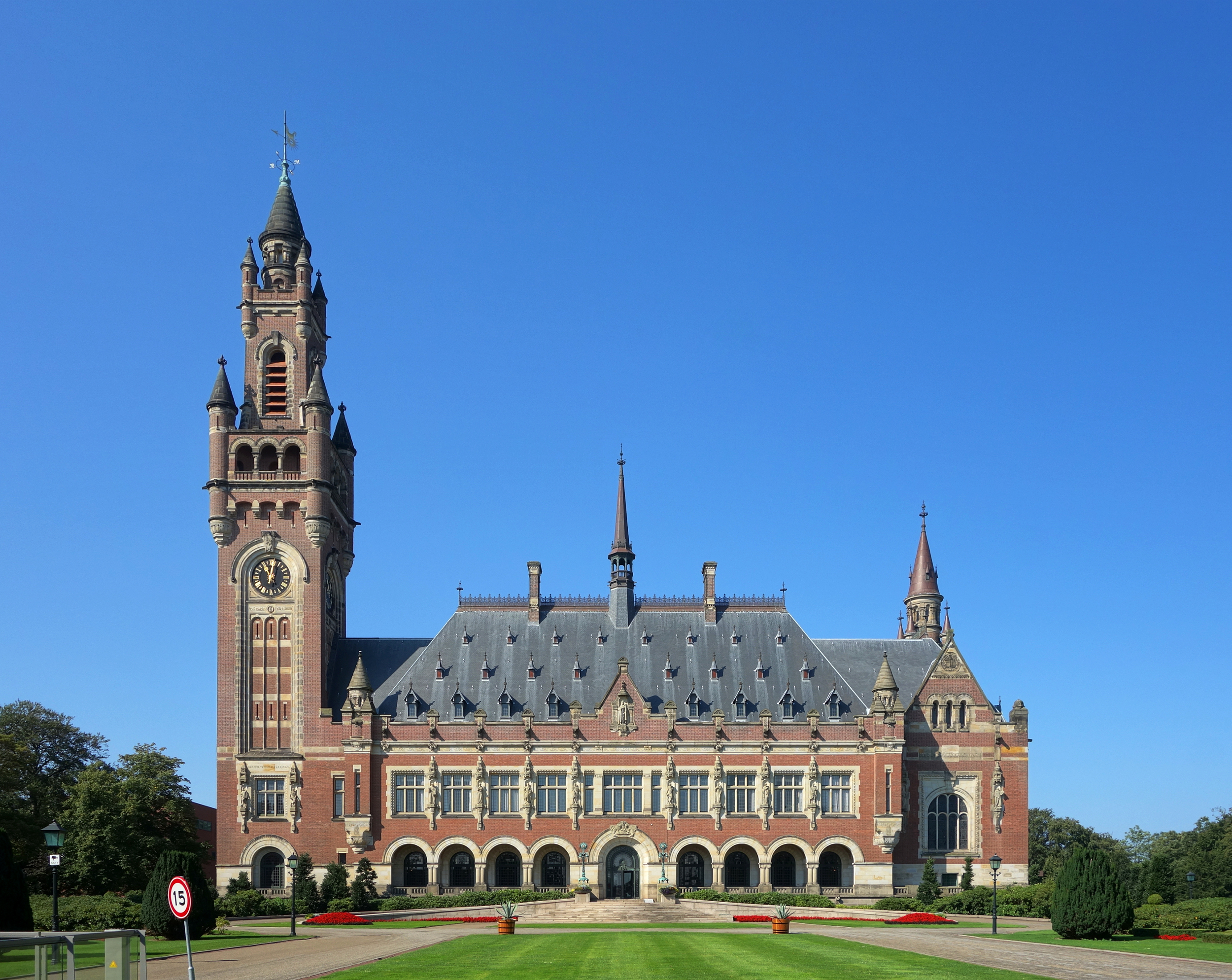
Дворец Мира в Гааге

Судебное разбирательство было возбуждено 29 декабря 2023 года в Международном суде ООН в соответствии с Конвенцией о геноциде, которую подписали Израиль и ЮАР, и возбуждено в соответствии со статьёй IX конвенции.
Балкис Джарра, заместитель директора по международному правосудию в Human Rights Watch, отмечает, что дело Международного Суда не является судебным преследованием отдельных лиц и не затрагивает напрямую Международный уголовный суд, который является отдельным органом, проводящим собственное расследование. Джарра заявил, что это дело даёт возможность «дать чёткие и однозначные ответы на вопрос, совершает ли Израиль геноцид против палестинского народа».
Решения относительно временных мер будут приняты в срок от двух недель до одного месяца после слушаний. Принятие окончательного решения по делу может занять годы. Отдельно в феврале 2024 года начнутся слушания по запросу ООН о вынесении необязательного консультативного заключения о правовых последствиях, вытекающих из политики и практики Израиля на оккупированной палестинской территории, включая Восточный Иерусалим.

### Позиция ЮАР
ЮАР обвиняет Израиль в геноциде в Газе в нарушение Конвенции о геноциде. В команду южноафриканских юристов входят Джон Дугард, Адила Хасим, Тембека Нгкукаитоби, Макс дю Плесси, Чидисо Рамогале, Сара Пудифин-Джонс, Лерато Зикалала, Воган Лоу и Блинн Ни Гралай. К делегации ЮАР присоединяется ряд международных политических деятелей, в том числе Джереми Корбин и Жан-Люк Меланшон.
В 84-страничном заявлении страны утверждается, что действия Израиля «носят характер геноцида, поскольку они направлены на уничтожение значительной части палестинской национальной, расовой и этнической группы». Южно-Африканская Республика потребовала, чтобы Международный суд издал обязательный правовой приказ на временной основе (то есть до слушаний по существу заявления), требуя от Израиля «немедленно приостановить свои военные операции в секторе Газа и против него». Кроме того, президент ЮАР Сирил Рамафоса также сравнил действия Израиля с апартеидом.
В заявлении говорится, что «действия и бездействие Израиля… носят характер геноцида, поскольку они совершаются с необходимым конкретным намерением… уничтожить палестинцев в секторе Газа как часть более широкой палестинской национальной, расовой и этнической группы». Действия геноцида, предполагаемые в иске, включали массовые убийства палестинцев в Газе, разрушение их домов, их изгнание и перемещение, а также блокаду поставок продовольствия, воды и медицинской помощи в регион на несколько дней; при этом ЮАР признаёт, что электричество и вода были включены через неделю после отключения, а бутилированная вода и продовольствие поставляются ежедневно, за исключением нескольких дней в начале войны. ЮАР заявила, что Израиль ввёл меры, предотвращающие рождаемость среди палестинцев путём разрушения основных медицинских служб, жизненно важных для выживания беременных женщин и их детей, поскольку Израиль воюет с боевиками, в том числе, на территории захваченных ими больниц. В иске утверждалось, что эти действия «были направлены на уничтожение их [палестинцев] как группы». ЮАР утверждает, что заявления израильских официальных лиц, таких как премьер-министр Биньямин Нетаньяху, являются свидетельством намерений геноцида.
Практически все цифры, на которые опирается ЮАР в тексте иска, включая количество жертв среди гражданского населения, масштабы разрушений и другие данные, приведены спикерами исламистской вооружённой организации ХАМАС; достоверность этих данных подвергнута сомнению в ряде исследований.
В заявке Южной Африки изложены девять запрошенных временных мер защиты:
| Номер | Содержание                                                                                | Краткое описание |
| ----- | ----------------------------------------------------------------------------------------- | --- |
| 1     | Приостановление военных действий                                                          | Государство Израиль должно немедленно приостановить свои военные операции в секторе Газа и против него. |
| 2     | Приостановление военных действий                                                          | Государство Израиль должно обеспечить, чтобы любые военные или нерегулярные вооружённые формирования, которыми оно может управлять, поддерживать или иметь под своим влиянием, а также любые организации и лица, которые могут подвергаться его контролю, руководству или влиянию, не предпринимали никаких шагов в поддержку военных операций, упомянутых в пункте (1) выше. |
| 3     | Предотвращение геноцида                                                                   | Южно-Африканская Республика и Государство Израиль в соответствии со своими обязательствами по Конвенции о предотвращении преступления геноцида и наказании за него в отношении палестинского народа принимают все разумные меры, находящиеся в их силах, для предотвращения геноцида. |
| 4     | Воздержание от убийств, нанесения увечий, разрушения жизни и предотвращения деторождения  | Государство Израиль в соответствии со своими обязательствами по Конвенции о предотвращении преступления геноцида и наказании за него в отношении палестинского народа как группы, находящейся под защитой Конвенции о предупреждении преступления геноцида и наказании за него, воздерживается от совершения любых и всех действий, подпадающих под действие статьи II Конвенции, в частности: (a) убийство членов группы; (b) причинение тяжкого телесного или морального вреда членам группы; (c) умышленное создание группе условий жизни, рассчитанных на полное или частичное её физическое уничтожение; и (d) введение мер, направленных на предотвращение рождаемости внутри группы.                                                                                           |
| 5     | Предотвращение перемещения, лишения и разрушения жизни                                    | «Государство Израиль в соответствии с пунктом (4)(c) выше в отношении палестинцев воздерживается и принимает все меры в пределах своих полномочий, включая отмену соответствующих приказов, ограничений и/или запретов, чтобы предотвратить: (a) изгнание и принудительное перемещение из своих домов; (b) лишение: (i) доступа к достаточному питанию и воде; (ii) доступа к гуманитарной помощи, включая доступ к достаточному топливу, жилью, одежде, средствам гигиены и санитарии; (iii) медицинских принадлежностей и помощи; и (c) разрушение жизни палестинцев в секторе Газа». |
| 6     | Воздержание от подстрекательства и наказание за действия геноцида и за поощрение геноцида | Государство Израиль должно, в отношении палестинцев, обеспечить, чтобы его вооружённые силы, а также любые нерегулярные вооружённые формирования или отдельные лица, которые могут находиться под его руководством, поддержкой или иным влиянием, а также любые организации и лица, которые могут подлежать его контролю, направлению или влиянию, не совершали каких-либо действий, описанных в пунктах (4) и (5) выше, или участвовали в прямом и публичном подстрекательстве к совершению геноцида, заговоре с целью совершения геноцида, попытке совершения геноцида или соучастии в геноциде, и в той мере, в какой они это делают, принять меры к их наказанию в соответствии со статьями I, II, III и IV Конвенции о предупреждении преступления геноцида и наказании за него. |
| 7     | Предотвращение уничтожения и обеспечение сохранности доказательств                        | Государство Израиль примет эффективные меры для предотвращения уничтожения и обеспечения сохранности доказательств, связанных с обвинениями в действиях, подпадающих под действие статьи II Конвенции о предупреждении преступления геноцида и наказании за него; с этой целью Государство Израиль не должно отказывать или иным образом ограничивать доступ миссий по установлению фактов, международных мандатов и других органов к сектору Газа для оказания помощи в обеспечении сохранности и сохранения указанных доказательств. |
| 8     | Представление текущих отчётов Суду о принятых мерах                                       | Государство Израиль должно представить Суду отчёт обо всех мерах, принятых для вступления в силу настоящего Приказа, в течение одной недели со дня издания настоящего Приказа, а затем через такие регулярные промежутки времени, которые установит Суд, до принятия окончательного решения по делу, вынесенному Судом. |
| 9     | Воздержание от усугубления ситуации                                                       | Государство Израиль воздерживается от любых действий и гарантирует, что не будет предпринято никаких действий, которые могли бы усугубить или продлить спор в Суде или затруднить его разрешение. |

### Ответ Израиля
Израиль отверг обвинения «с отвращением» и обвинил ЮАР в том, что она является «юридической рукой ХАМАС», террористической организации, призывающей к уничтожению Израиля. Израиль назвал действия ЮАР кровавым наветом и заявил, что судебное разбирательство «подстрекает современных наследников нацистов».
2 января 2024 года Израиль решил предстать перед Международным судом в ответ на дело ЮАР, несмотря на предыдущую историю игнорирования международных трибуналов. Израиль представляют Малкольм Шоу и трое других юристов.
Министерство иностранных дел Израиля заявило в дипломатических телеграммах, что решение против Израиля «может иметь серьёзные потенциальные последствия не только в юридическом мире, но и практические двусторонние, многосторонние, экономические последствия и последствия для безопасности». Ожидается, что защите Израиля потребуется убедить суд в том, что публичные комментарии по поводу ситуации в Газе, сделанные различными членами правительственной коалиции, не представляют собой намерения геноцида.
Юридический советник МИД Израиля, Таль Бекер, заявил на слушаниях 12 января, что «Израиль не хотел и не начинал нынешнюю войну, которая стала вынужденной» в результате вторжения террористов 7 октября и захвата ими заложников, упомянув устроенную при этом массовую резню и массовое сексуальное насилие. Он добавил, что, «как и в любой войне, нынешняя тоже не обходится без страданий рядовых граждан», но их причиной стал именно ХАМАС, пытающийся максимизировать страдания ради собственной выгоды, в то время как Израиль пытается уменьшить эти страдания. Бекер указал на использование ХАМАСом жителей Газы как «живого щита», добавив: «они жалуются на разрушение домов, но забывают упомянуть, что сами используют эти дома для военных целей. Они жалуются на дефицит гуманитарной помощи, но скрывают, что ХАМАС её ворует» и добавил, что Израиль сохраняет приверженность закону, но вынужден иметь дело с несоблюдающим законы ХАМАСом, от власти которого страдают сами жители сектора. По словам Бекера, «Искажённая трактовка, которую ЮАР своим иском дает понятию „геноцид“, по сути защищает террористов, прячущихся за спинами граждан». Он также упомянул тесные связи между ЮАР и ХАМАСом.
Выступивший после этого британский юрист Малькольм Шоу добавил: «Армия обороны Израиля позволяет гражданским лицам эвакуироваться из зон боевых действий, в то время как ХАМАС препятствует эвакуации. Задача Израиля — разоружить ХАМАС и освободить заложников, обеспечив тем самым лучшее будущее израильтянам и палестинцам». Шоу также напомнил, что Израиль несет ответственность за защиту своих граждан, как страдающих от ракетных обстрелов, так и тех, кто были похищены ХАМАСом и увезены в Газу. «Израиль имеет полное право на самооборону. Это право соответствует всем международным законам. Так он и поступает. Израиль применяет беспрецедентные меры для защиты гражданского населения. Это не геноцид и даже не намек на геноцид», — заключил Шоу.

### Промежуточный вердикт
26 января суд вынес промежуточный вердикт, потребовав от Израиля принять следующие меры по недопущению геноцида палестинского населения сектора Газа:
- не допускать призывы к геноциду и преследовать за них;
- идентифицировать и привлекать к ответственности тех, кто предположительно совершает преступления против палестинцев;
- не уничтожать доказательства совершения возможных преступлений в секторе Газа;
- принять меры для удовлетворения гуманитарных нужд населения сектора.

Суд потребовал от Израиля отчёта в течение месяца. Отдельно суд потребовал немедленного освобождения без всяких условий заложников, удерживаемых ХАМАС и другими вооружёнными группировками в секторе Газа. При этом суд не стал требовать в качестве обеспечительной меры прекращения огня в секторе Газа, на котором настаивала ЮАР.
Правительство ЮАР приветствовало решение суда. Положительно его оценили также власти Палестинской автономии. Власти Израиля осудили решение; премьер-министр Нетаньяху назвал «позором» сам факт принятия к рассмотрению дела по обвинениям в геноциде, вместе с тем сочтя «справедливым» то, что суд отказался требовать от Израиля остановить боевые действия.

## Анализ
Хотя международные суды периодически рассматривают дела по обвинениям в геноциде, эти иски обычно касаются действий отдельных лиц. Впервые обвинительное заключение по такому делу вынес Международный трибунал по Руанде, в 1998 году признавший виновным в геноциде Жана-Поля Акайесу. Позже Международный трибунал по бывшей Югославии признал виновными в геноциде лидеров боснийских сербов Радована Караджича и Ратко Младича, ответственных за резню в Сребренице. С этим же событием связано и первое обвинительное заключение по делам о геноциде, вынесенное Международным судом ООН, который разбирает тяжбы между государствами: в 2007 году эта инстанция признала Сербию виновной в невыполнении обязательств по предотвращению геноцида. Более недавние иски с обвинениями в геноциде включают иск Гамбии против Мьянмы (2019; как и иск ЮАР против Израиля, подан страной, не участвующей в конфликте напрямую, на основании принципа erga omnes partes) и иск Украины против России (2022). Решения по обоим делам не вынесены, и по состоянию на 2024 год Международный суд справедливости не признал ни одно государство виновным в совершении геноцида. Отмечается, что обвинения в геноциде в международном суде крайне трудно доказать, поскольку это предполагает однозначную демонстрацию намеренности действий: так, в 2015 году Международный суд ООН отклонил по этой причине взаимные иски Хорватии и Сербии.

## Международная реакция
Большинство стран, поддержавших иск ЮАР, представляют арабский мир и Африку. Среди стран НАТО лишь мусульманская Турция заявила о своей поддержке иска. Ни одна западная страна не согласилась с обвинениями Израиля в геноциде. США и Великобритания назвали их «необоснованными», а Германия заявила, что «однозначно отвергает» их.

### Государства и международные организации
Дело ЮАР было поддержано следующими государствами и международными организациями:
- Бангладеш[21]
- Боливия[61]
- Бразилия[62][63]
- Венесуэла[21]
- Джибути[64]
- Зимбабве[65][66]
- Индонезия[67]
- Иордания[68]
- Ирак[69]
- Иран[70]
- Колумбия[62][71]
- Куба[72]
- Ливан[73]
- Ливия[74]
- Малайзия[75]
- Мальдивы[76]
- Марокко[77]
- Намибия[78]
- Никарагуа[21]
- Пакистан[78]
- Палестина[21]
- Саудовская Аравия[77]
- САДР[79]
- Сент-Винсент и Гренадины[80]
- Сирия[81]
- Турция[75]
- Движение неприсоединения[82]
- Лига арабских государств[83]
- Организация исламского сотрудничества[84]

Верховный комиссар ООН по правам человека Фолькер Тюрк заявил: «Это не кровавый навет — сожалеть о неспособности привлечь к ответственности израильских солдат и вооружённых поселенцев, убивших сотни палестинцев на Западном Берегу с 7 октября, или о продлении режима войны, ведение которой вызвало серьёзные опасения в области международного гуманитарного права и прав человека».
США выступили против иска Южно-Африканской Республики. 4 января 2024 года правительство США заявляло, что не проводило формальной оценки того, нарушает ли Израиль международное гуманитарное право, не усматривая для этого причин. Координатор Совета национальной безопасности США по стратегическим коммуникациям Джон Керби заявил, что США сочли иск ЮАР «бесполезным, контрпродуктивным и совершенно не имеющим под собой никакого фактического основания». Госсекретарь США Энтони Блинкен назвал обвинения Израиля в геноциде «безосновательными». Это обострило напряжённость в отношениях США с ЮАР.
Канада отвергла обвинение ЮАР в адрес Израиля. Розали Зильберман Абелла, бывший старший судья Верховного суда Канады, назвала разбирательство Международного суда «злоупотреблением принципами международного правопорядка».
Великобритания также осудила иск ЮАР, назвав его «совершенно неоправданным и неправильным».
Франция в лице министра иностранных дел Стефана Сежурне заявила: «Обвинение еврейского государства в геноциде выходит за грань морали. Понятие геноцида нельзя эксплуатировать в политических целях».
Германия заявила, что войдёт в иск в качестве третьей стороны, отвергая обвинение в геноциде. Вице-канцлер Германии доктор Роберт Хабек раскритиковал Международный суд, заявив, что «Израиль имеет полное право защищаться от ХАМАС».
Австрия и Чехия также выразили скептицизм в отношении иска ЮАР против Израиля, выступив против «попыток политизировать Международный суд ООН» и добавив: «Израиль — демократия, имеющая право защищаться от варварской террористической атаки ХАМАС на мирные районы в соответствие с международным правом. Давайте не забывать, что любой может подвергнуться нападению жестоких террористов, прячущихся за живыми щитами».
Венгрия также осудила подачу ЮАР иска против Израиля; глава венгерского МИД заявил: «Обвинять страну, пострадавшую от террористической атаки, в геноциде — это, очевидно, нонсенс. Позиция Венгрии неизменна: мы поддерживаем право Израиля на самооборону».
Италия не согласилась с обвинением Израиля в геноциде; по словам министра иностранных дел Италии Антонио Таяни, «геноцид — это нечто другое».
Гватемала отвергла обвинения со стороны ЮАР в геноциде, заявив, что «осуждает самым решительным образом нападения, совершённые террористической группировкой ХАМАС против гражданского населения» Израиля, и сожалеет о подаче ЮАР этого иска; Гватемала подтвердила право Израиля на самооборону.
Парагвай также отверг обвинения Израиля в геноциде, назвав его действия «легитимной самообороной от террористических атак».

### Движения, партии и объединения
Иск также поддержали более 1000 групп активистов, политических партий, союзов и других организаций в форме письма, организованного недавно созданной Международной коалицией за прекращение геноцида в Палестине. В число этих организаций входят:
- Amnesty International[104]
- CodePink[101][102][105]
- Демократические социалисты Америки[103]
- Human Rights Watch[106]
- Международная еврейская антисионистская сеть[англ.][103]
- International People’s Assembly[англ.][107]
- Еврейский голос за мир[103]
- La Via Campesina[англ.][107]
- National Lawyers Guild[англ.][101]
- Фонд Нельсона Манделы[англ.][108]
- Всеобщая федерация профсоюзов Палестины[англ.][107]
- Palestinian NGO Network[англ.][107]
- Progressive International[англ.][101][102][105]
- RootsAction[101][102][105]
- People’s Forum[101][102][105]
- Международный женский союз за мир и свободу[109]
- Мир после войны[англ.][101][102][105]
- World March of Women[англ.][107]

## Внутренняя оппозиция в ЮАР и Израиле
Христианские группы по всей ЮАР осудили решение своего правительства подать иск против Израиля в Международный Суд, а также отказ ЮАР осудить ХАМАС.
Офер Касиф, израильский политик, представляющий крайне левую партию Хадаш, подписал петицию ЮАР и обвинил Израиль в геноциде. В ответ депутаты начали процедуру исключения его из Кнессета. 9 января более 600 израильтян направили в Международный Суд письмо, в котором заявили о своей поддержке дела Южной Африки и заявили, что израильское правительство предпринимает «систематические шаги по уничтожению населения Газы, подверганию его голоду, жестокому обращению и перемещению».

### Комментарии
1. ↑  ХАМАС признан террористической организацией ХАМАС признан террористической организацией Европейским союзом, Организацией американских государств, и властями Аргентины, Австралии, Великобритании, Израиля, Канады, Новой Зеландии, Парагвая, США и Японии. Его деятельность запрещена в Иордании и Египте.